# Josef Linschinger
Josef Linschinger (* 1. August 1945 in Gmunden, Österreich) ist ein österreichischer Künstler, dessen Arbeiten der konstruktiv/konkreten Kunst und der visuell/konzeptuellen Poesie zuzuordnen sind.

## Leben und Werk
Josef Linschinger studierte nach einer landwirtschaftlichen und einer handwerklichen Ausbildung an der Hochschule für Gestaltung Linz. Von 1976 bis 1980 war er Hörer an der Freien Internationalen Hochschule für Farbe und Umwelt Salzburg. Von 1975 bis 2003 wirkte er als Dozent und Professor an der Kunstuniversität Linz. 2013 leitete Linschinger die XVIII. Internationale Sommerakademie Plauen.
Linschinger beschäftigte sich schon vor seinem Studium mit konstruktiver Kunst. Der Kontakt an der Freien Internationalen Hochschule für Farbe und Umwelt mit Heinrich Frieling und die Kollegenschaft mit Max Lüscher an der Kunstuniversität Linz förderten die Auseinandersetzung mit dem Thema Farbe.
Ab 1977 entstanden konkrete Reliefs aus Holz und Lack und ab 1987 Leinwandbilder vorwiegend in Rot und Blau sowie in Gelb und Schwarz. Ab 1987 arbeitete er auch im Bereich der visuell/konzeptuellen Poesie. 1993 konnte er seine erste Großplastik realisieren und 2008 entstanden die ersten Text-Filme.
1981 begann Josef Linschingers Ausstellungstätigkeit. Ab 1986 beteiligte er sich an der Gruppe „vertikal-diagonal-horizontal“, die in mehreren europäischen Ländern unter Einbeziehung lokaler Künstler ausstellte und deren Fortgang er bis zum Jahr 2000 unterstützte. 1989 organisierte Linschinger die Ausstellungsreihe „Konstruktive Strömungen“, die neun Ausstellungen in sechs Städten Oberösterreichs und in Passau umfasste. Sie wurde zum Pilotprojekt der von ihm 1990 gegründeten Gmundner Symposien für Konkrete Kunst, die er bis 2009 jährlich durchführte. Es konnten Arbeiten von 600 internationalen Künstlerinnen und Künstlern in diesem Rahmen gezeigt und publiziert werden. 
Aus Kunstwettbewerben ging er als Preisträger hervor. u. a. Österreichischer Grafikwettbewerb 1988, 1993, 1996. Einige seiner Entwürfe wurden für den öffentlichen Raum realisiert.
Linschinger ist Mitglied der Künstlervereinigung MAERZ. Von 1985 bis 2009 war er Präsident der 1928 gegründeten Künstlergilde Salzkammergut (jetzt Kunstforum Salzkammergut). Er lebt und arbeitet in Linz und Traunkirchen.

## Ehrungen und Auszeichnungen
- 1998 Verdienstmedaille der Stadt Gmunden
- 2001 Japan-Stipendium des Bundeskanzleramtes
- 2009 Kulturmedaille des Landes Oberösterreich
- 2015 Kulturpreis des Landes Oberösterreich für Bildende Kunst[2]

## Einzelausstellungen (Auswahl ab 2000)
- 2000 Wien, A, Galerie Lindner
- 2000 Bratislava, SL, Galerie Z
- 2001 Lodz, PL, Gallery 261 of the Academy Pieknych
- 2001 Radom, PL, Technische Universität Radom, Galerie Rogata
- 2001 Linz, A, Kunstuniversität Linz
- 2001 Ilmenau, D, Kleine Galerie der Stadt Ilmenau
- 2001 Gmunden, A, VKB-Galerie und Galerie 422
- 2001 Tokyo, JAP, Austrian Embassy Gallery
- 2002 Gießen, D, Galerie Dietgard Wosimsky
- 2002 Graz, A, Museum der Wahrnehmung
- 2003 Rehau, D, Institut für Konstruktive Kunst und Konkrete Poesie
- 2004 St. Pölten, A, NÖ Kulturzentrum
- 2004 Linz, A, Galerie Spectrum
- 2004 Tokyo, JAP, Gallery Oculus, mit Takako Hasekura
- 2004 Sulzburg, D, Galerie Konkret, mit Hellmut Bruch
- 2005 Klagenfurt, A, Ritter Gallery
- 2005 Bad Ischl, A, Galerie Rytmogram
- 2006 Saarbrücken, D, Galerie St. Johann
- 2006 Rehau, D, Institut für konstruktive Kunst und konkrete Poesie
- 2006 Plauen, D, Akademie Galerie
- 2008 Schärding, A, Schloßgalerie der Stadt Schärding
- 2008 Linz, A, Landesgalerie Linz
- 2009 Rehau, D, Institut für Konstruktive Kunst und Konkrete Poesie
- 2009 Linz, A, Galerie Wünsch
- 2011 Klagenfurt, A, Ritter Gallery
- 2011 Plauen, D, Akademie Galerie
- 2013 Novi Sad, SRB, City Museum, mit Ljubomir Vučinić
- 2013 Wien, A, Galerie Lindner
- 2013 Osnabrück, D, Vordemberge-Gildewart-Haus und in der Stadtbibliothek mit Eugen Gomringer
- 2014 Bad Ischl, A, Galerie Rytmogram
- 2014 Puchheim, A, Schloßgalerie Puchheim
- 2015 Gießen, D, Mathematikum – Museum der Mathematik zum Anfassen
- 2015 Bratislava, SK, Austria Cultural Forum
- 2015 Linz, A, die Kunstsammlung des Landes OÖ
- 2016 Potsdam, D, Galerie Ruhnke, mit Reinhard Haverkamp
- 2016 Sulzburg, D, Galerie Konkret, mit Eugen Gomringer

## Arbeiten in öffentlichen Sammlungen
- Museum für Konkrete Kunst Ingolstadt, D
- Forum Konkrete Kunst Erfurt, D
- Museum im Kulturspeicher Würzburg – Sammlung Peter Ruppert, Würzburg, D
- Mathematikum – Museum für Mathematik zum Anfassen, Gießen, D
- Museum Modern Art Hünfeld – Sammlung Jürgen Blum, D
- Museum Mondriaanhuis, Amersfoort, NL
- Museum of Contemporary Poetry, Tanka and Haiku, Kitakami, Japan
- Museum Abtei Liesborn, Kreuze-Sammlung, D
- Museo Casabianca, Malo/Vicenza, I
- Mercedes Automuseum, Untertürkheim, D
- Hokkaido Museum of Literature, Sapporo, Japan
- Milan Dobes Museum, Bratislava, SK
- Museum for Geometrie MADI Art, Dallas, Texas, USA
- Nickle Arts Museum-University of Calgary, „The foundation for constructive art“, Calgary, CAN
- Institut für Konstruktive Kunst und Konkrete Poesie – Sammlung Gomringer, Rehau, D
- Kunsthalle Messmer, Riegl am Kaiserstuhl, D
- Artothek Nürnberg, D
- Arte Struktura, Milano, I
- Mazovian Centre of Contemporary Art „Elektrownia“, Radom, PL
- Sammlung der Energie AG, Linz, A
- Sammlung der Sparkasse Erfurt, D
- Graphische Sammlung Albertina, Wien, A
- Kupferstichkabinett der Akademie der Bildenden Künste, Wien, A
- Bundesministerium für Unterricht und Kunst, Wien, A
- Tiroler Landesmuseum Ferdinandeum, Innsbruck, A
- OÖ. Landesmuseum Linz, A
- Kunstsammlung des Landes OÖ., Linz, A
- Sammlung der Stadt Linz, A
- Sammlung der Stadt Gmunden, A

sowie in privaten Sammlungen

## Kataloge und Bücher von Josef Linschinger
- Josef Linschinger I. Edition Maerz, 1988, ISBN 3-900762-06-6.
- Josef Linschinger II. Edition Maerz, 1991, ISBN 3-900762-20-1.
- Reflexionen. Ottenhausen Verlag, 1991, ISBN 3-922760-35-X.
- Zum Beispiel. Ottenhausen Verlag, 1993, ISBN 3-7022-2143-3.
- Farbtexte. Ottenhausen Verlag, 1995, ISBN 3-922760-43-0.
- etc. Verlag Bibliothek der Provinz, 1999, ISBN 3-85252-335-4.
- Thomas Bernhard – konkret. Verlag Bibliothek der Provinz, 2001, ISBN 3-85252-437-7.
- Zyklen. Hg. Kunstuniversität Linz im Ritter Verlag, 2003, ISBN 3-85415-247-7.
- Das Stundenbuch. Verlag Bibliothek der Provinz, 2005, ISBN 3-85252-627-2.
- Miteinander. Verlag St. Johann, 2007, ISBN 978-3-938070-20-8.
- Poesie der Vokale. Verlag Bibliothek der Provinz, 2009, ISBN 978-3-900000-50-9.
- Bild aus Text. Hg. Kunstuniversität Linz im Ritter Verlag, 2010, ISBN 978-3-85415-437-2.
- Die Faszination des Sudoku. Verlag Bibliothek der Provinz, 2013, ISBN 978-3-99028-203-8.
- Zahlen und Farben. Hg. Mathematikum Gießen im modo Verlag, 2016, ISBN 978-3-86833-196-7.
- T.B.C – Thomas Bernhard codiert. Verlag Bibliothek der Provinz, 2016, ISBN 978-3-99028-594-7.
- Zahlenbilderfinder. Hg. Mathematikum Gießen, 2016.
- Wort wird Bild. Verlag Bibliothek der Provinz, 2016, ISBN 978-3-99028-564-0.
- gemeinsam mit gomringer. Verlag Bibliothek der Provinz, 2023, ISBN 978-3-99126-208-4.
- Grafik in Europa. Verlag Bibliothek der Provinz, 2024, ISBN 978-3-99126-278-7.

Josef Linschinger ist der Herausgeber der Dokumentationen der Gmundner Symposien für Konkrete Kunst 1989–2009 im Ritter Verlag.